# Bob (Biyaygirri)

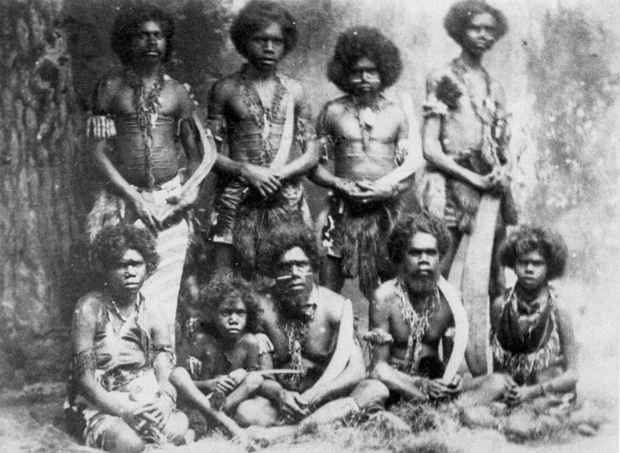
De eerste groep die met Cunningham naar Amerika en Europa reisde. Bob is de eerste staande persoon van links

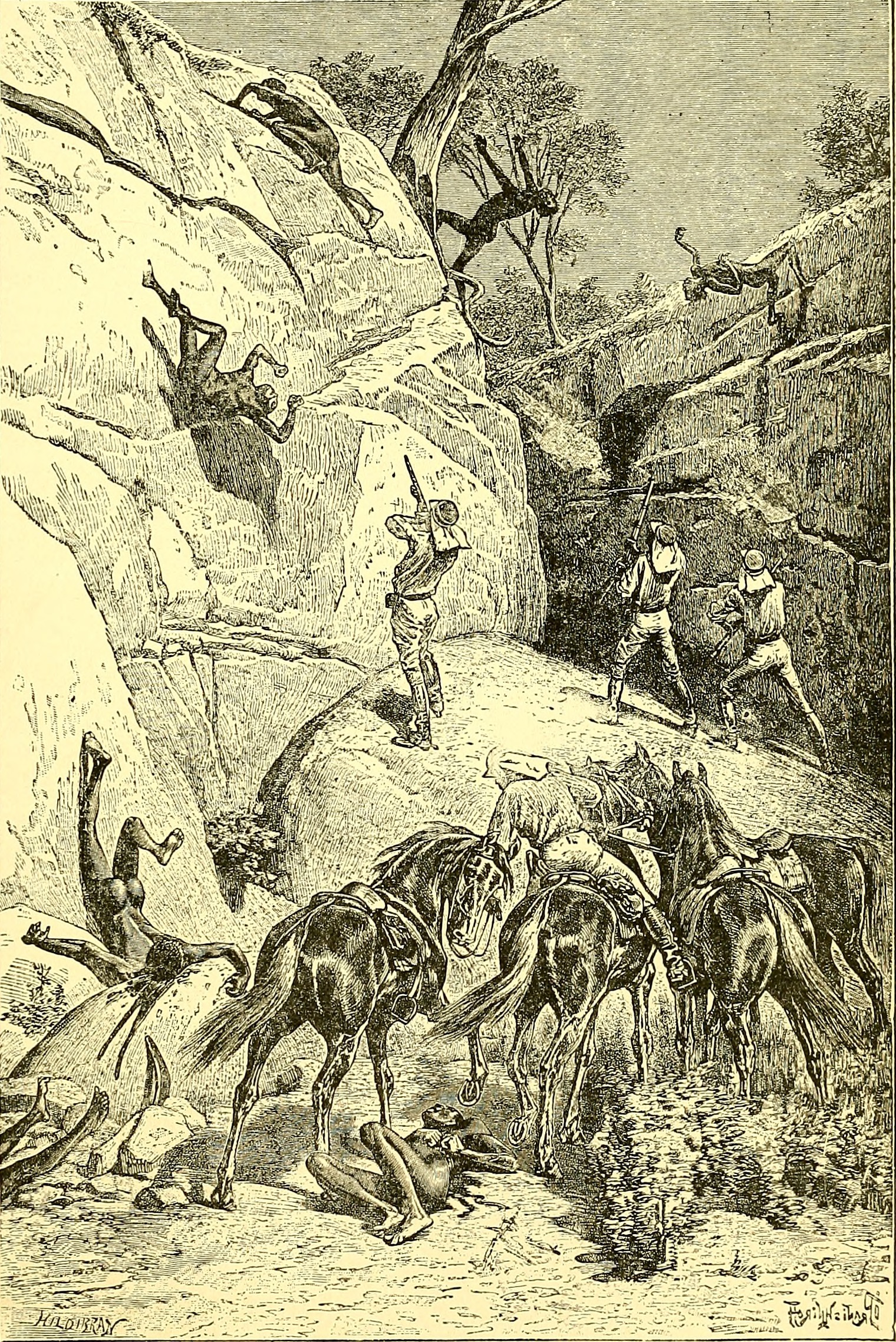
Pioniersfront Queensland

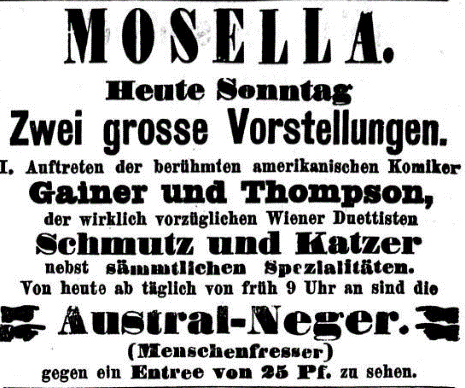
Advertentie van Cunninghams show in de Chemnitzer Anzeiger van 5 oktober 1884

Bob (ook bekend als Orininben, Oritchnenben of Orininden, Hinchinbrook-eiland – Chemnitz, 7 november 1884) was een Biyaygirri-man die samen met acht andere Aboriginals door de Canadese showman Robert A. Cunningham op etnologische tentoonstellingen in Amerika en Europa werd tentoongesteld.

## Afkomst
Hij werd ergens in het midden van de 19e eeuw geboren op Hinchinbrook-eiland voor de kust van Queensland (Australië). De oorspronkelijke bewoners van dit eiland zijn de Biyagirri. In de flyer voor zijn shows noemde Cunningham hem Orininben, maar of dit zijn werkelijke achternaam was is niet bekend.
Bob leefde in een tijd, waarin de Aboriginals van Queensland onder de voet werden gelopen door Europese kolonisten. Het pioniersfront werd gekenmerkt door landroof, klopjachten, bloedbaden en uitbuiting. Veel Aboriginals overleefden de invasie van de Europeanen niet. Als ze al niet werden vermoord, stierven ze wel door besmettelijke ziektes die uit Europa waren meegebracht. De overgebleven moesten vaak als goedkope arbeidskrachten werken in de vee- en parelindustrie of op de suikerrietplantages die overal in Queensland werden aangelegd. Bob’s jeugd en latere vertrek naar Amerika en Europa moeten binnen deze context worden beschouwd.

## Etnologische tentoonstellingen
In 1883 werd hij samen met twee andere mannen van Hinchinbrook-eiland (rechts van hem op de foto) en zes personen van de nabijgelegen Palmeilanden door de Canadese showman Robert A. Cunningham geronseld om te worden tentoongesteld op het Ethnological Congress of Strange and Savage Tribes van de Amerikaanse circusuitbater Phineas Taylor Barnum. Ze vertrokken op 9 maart 1883 per schip vanuit Sydney naar Auckland (Nieuw-Zeeland), waar ze de eerste keer voor publiek moesten optreden. De groep werd gepresenteerd als Black Trackers, en vermaakte het publiek met boemerangshows, speerwerpen en corroborees. Daarna reisde de groep naar Amerika. Hier toonde Cunningham de groep in het circus van P.T. Barnum, en in zogenoemde dime museums, waar de arbeidersklasse voor een dime (10 cent) ‘curiositeiten’ kon bekijken. Vooral de boemerangshows waren erg populair bij het publiek.
Bijna alle leden van de groep kregen vroeg of laat te maken met verkoudheden en longaandoeningen. Twee mannen overleden in Amerika en in juni 1884 overleed Sussy, een van de twee vrouwen uit de groep, nabij het Duitse Wuppertal. Ook Bob werd in Duitsland ziek. Een aantal maanden eerder was in Brussel al tuberculose bij hem vastgesteld. In augustus kreeg hij daar bovenop een longontsteking en pleuritis. In oktober 1884 had Cunningham een reeks optredens geregeld in de Mosella-Saal te Chemnitz. Hij presenteerde de groep als menseneters om meer publiek te trekken. Op 14 oktober vermeldde het dagblad Chemnitzer Anzeiger dat de leden van de groep de volgende dag om 12 uur een medisch onderzoek zouden ondergaan en op echtheid zouden worden gecontroleerd. Veel kwamen de artsen niet te weten, omdat de groep zich verzette. Bob was op dat moment al ernstig ziek en werd een aantal dagen later opgenomen in het plaatselijke ziekenhuis, waar hij op 7 november overleed.

## Repatriëring
Tot 2019 was onbekend wat er met Bob's lichaam was gebeurd. De Australische antropologe Roslyn Poignant heeft na jarenlang onderzoek het verhaal van de groep vrij nauwkeurig vastgelegd in haar boek Professional Savages. Captive Lives and Western Spectacle (2004), maar kon geen duidelijkheid verschaffen over het lot van Bob's lichaam. Documenten van het plaatselijke kerkhof gingen tijdens de Tweede Wereldoorlog verloren, en in archiefmateriaal van artsen en antropologen zoals Rudolf Virchow, die de groep in Berlijn had onderzocht, vond zij geen aanwijzingen over de verblijfplaats van het stoffelijk overschot.
In 2019 gaf de Duitse deelstaat Sachsen menselijke resten uit de bestanden van het Museum für Völkerkunde Dresden terug aan nabestaanden uit diverse regio’s in Australië. De repatriëring omvatte ook de teruggave van stoffelijke resten van een Aboriginalman die in het bezit waren van de Martin-Luther-Universität in Halle. Het bleek om het stoffelijk overschot van Bob te gaan. Het is nog steeds onbekend hoe zijn lichaam in het bezit van de universiteit is gekomen.